# キリストの墓

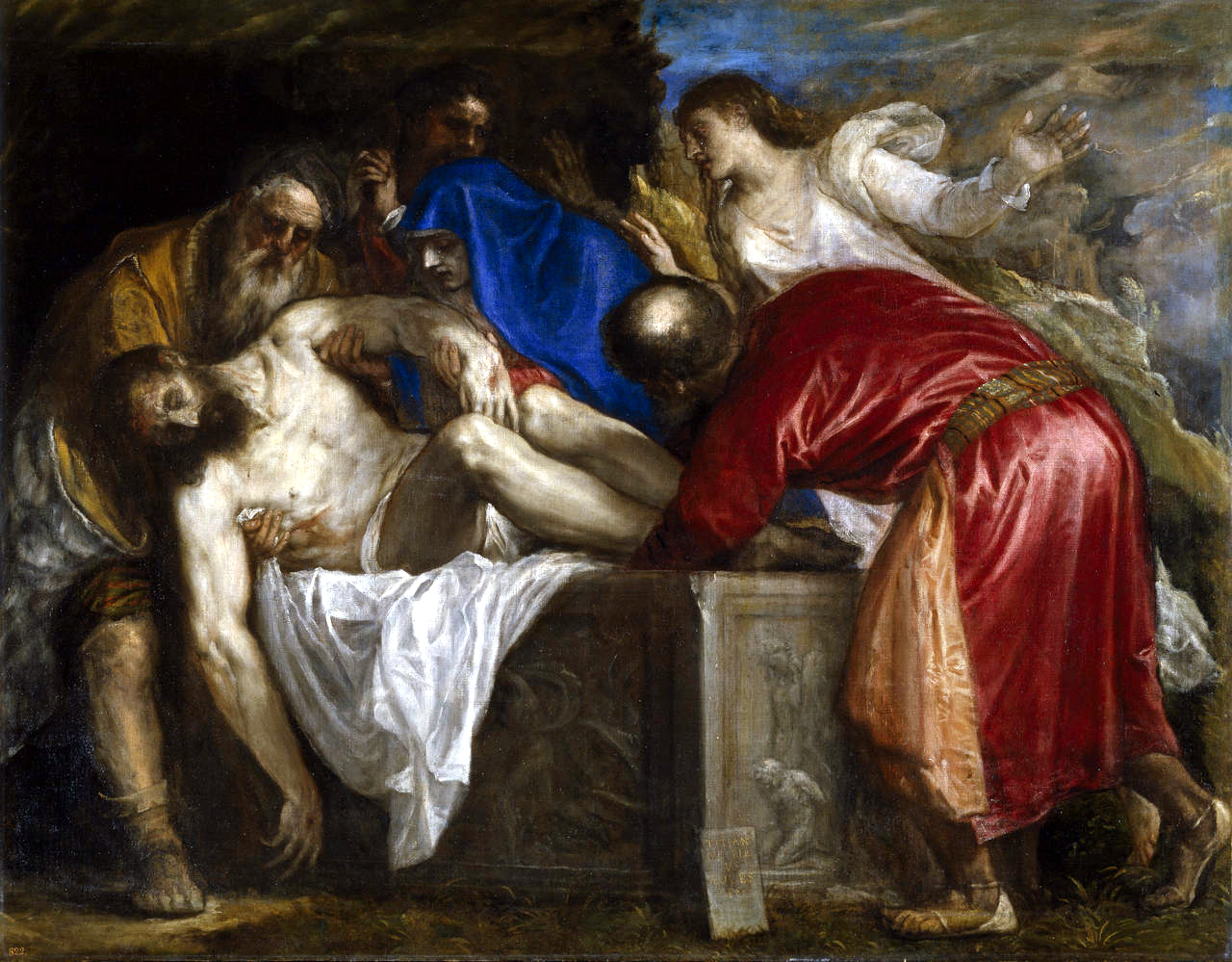
ティツィアーノ・ヴェチェッリオ (1559年)『キリストの埋葬』

キリストの墓（キリストのはか）は、キリスト教において、イエス・キリストが埋葬された後に復活したと信じられている墳墓。ここではそれ以外の、キリストの埋葬や遺骸に関する世界各地の諸説・伝承についてや創作も取り上げる。

## 定説

### 聖書上の記述
『ヨハネによる福音書』（新共同訳 19:41-42）には、「イエスが十字架につけられた所には園があり、そこには、だれもまだ葬られたことのない新しい墓があった。その日はユダヤ人の準備の日であり、この墓が近かったので、そこにイエスを納めた」とある。聖書上の記述を信用する限り、イエスはゴルゴタの丘で刑死したのち、3日後に復活するまでの間、刑場の近辺にある墓所に埋葬されていたようである。

### 聖墳墓教会

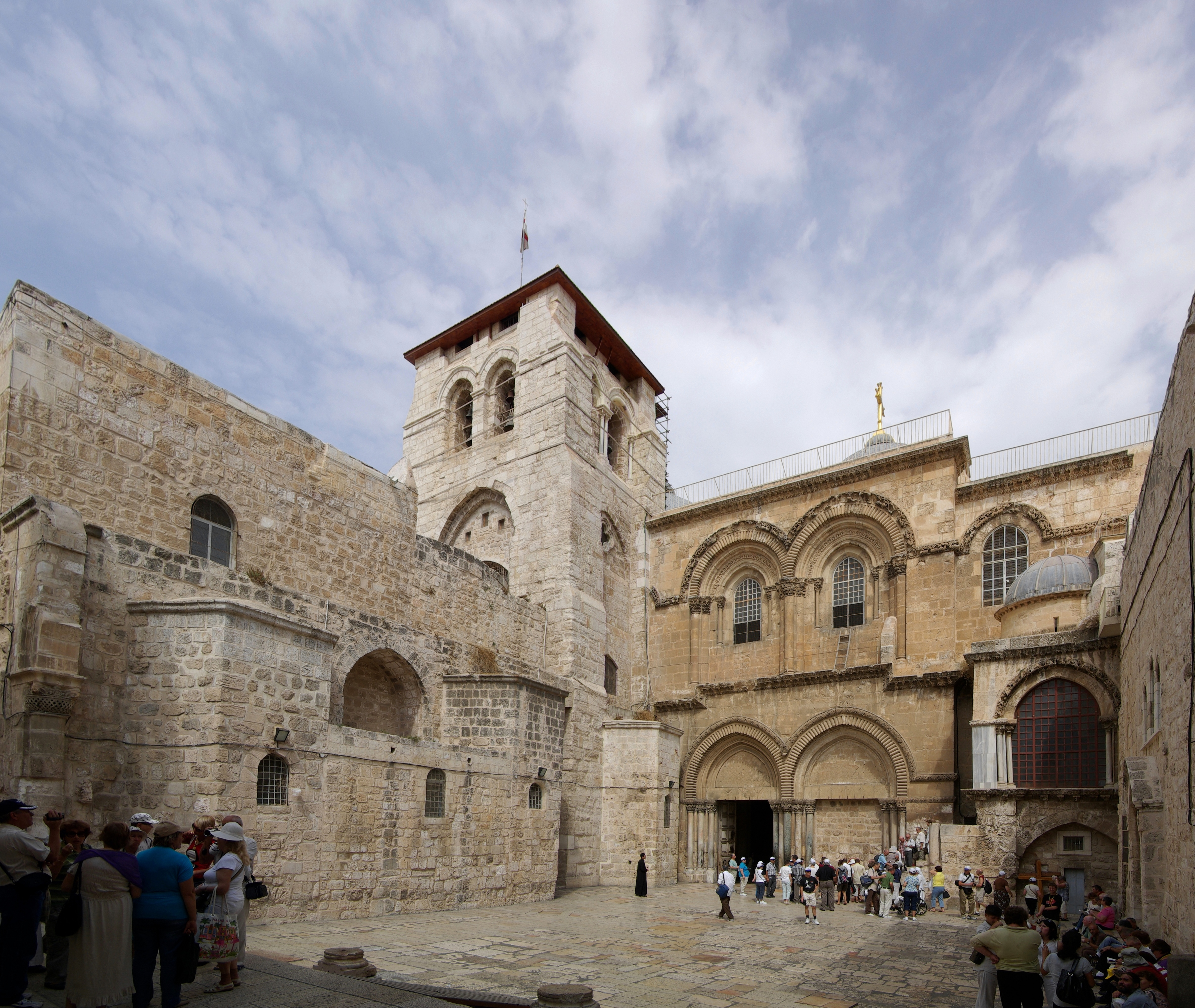
聖墳墓教会。一般にキリストの墓があるといわれる。

エルサレムの聖墳墓教会は、伝統的にイエスの墓所の上に立てられたものであると信じられている。文献上、同地がイエスの墓地であると主張されはじめるのはローマ帝国がキリスト教を公認・国教化した4世紀以降のことである。ユダヤ戦争に際しておこった70年のエルサレム攻囲戦ののち、エルサレムは廃墟となり、130年にはハドリアヌスが同地に新都市であるアエリア・カピトリナを建設した。ユーピテルやウェヌスの神殿を建設するための土台とすべく、市内にあった岩窟墓は埋め立てられた。
ローマ皇帝であったコンスタンティヌス1世はキリスト教を支持しはじめ、キリスト教を公認した。エルサレム司教であったマカリウスは記念碑を建てるべく、皇帝にキリストの墓地を発掘する許可をもとめ、コンスタンティヌス1世はこれを認めた。この地点がイエスの墓所であることを立証する、決定的な文献学的・考古学的根拠は存在しないものの、エウセビウスの『オノマスティコン』によれば、ゴルゴダの丘の大まかな位置は4世紀当時においてよく知られていたといい、キリストの墓の位置についても大まかな見当はついていた可能性がある。エウゼビウスとマカリウスにより、墓の比定地より3つの十字架が発見された。そのうちのひとつが、実際に人を癒やす効果を有していたことから、磔刑に用いられた聖十字架であるとみなされ、ローマ人もこの場所がキリストの墓所であることを確信した。326年ごろ、同地に建っていた神殿は取り壊され、その地下から墓所が発見された。マカリウスは、これをキリストの墓であると認めた。墓所の発見後、ただちに聖墳墓教会の建設がおこなわれた。幾度かの破壊と再建を経たものの、聖墳墓教会はキリスト教における重要な聖地のひとつとなっている。

## 諸説

### 園の墓

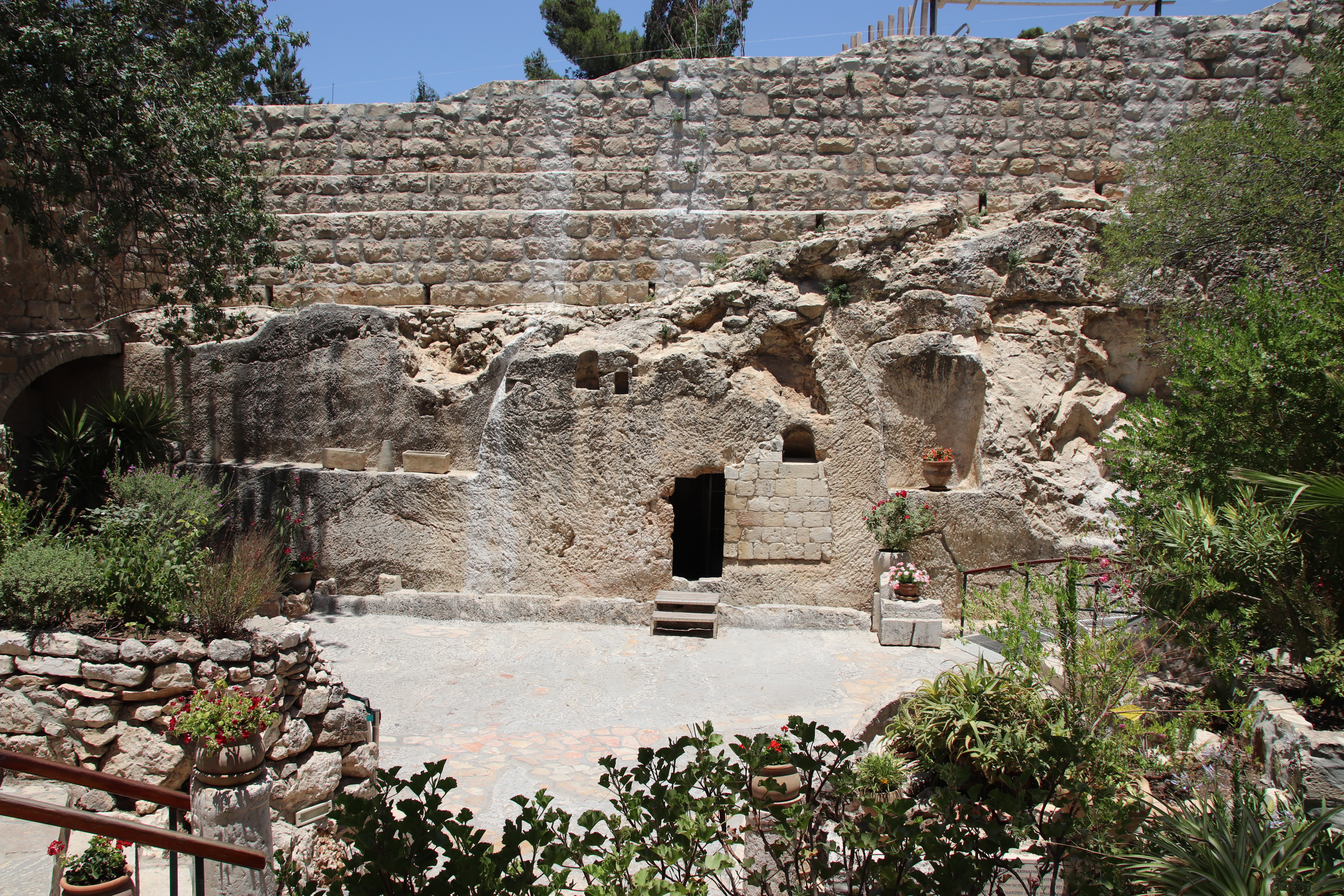
園の墓

聖墳墓教会が城壁の内側にあることが、聖書の記述と食い違うことを根拠に、ダマスカス門の北に位置する園の墓をキリストの墓所に比定する意見もある。聖書学者であるエドワード・ロビンソンが1841年に刊行した『パレスチナの聖書学的研究』は、19世紀当時、聖地の地形学と考古学に関する標準的著作とみなされていたが、同書には聖墳墓教会が実際のキリストの墓であるとみなす根拠は薄いと記されていた。ロビンソンは代替地を提案しようとせず、実際のキリストの墓の位置を特定することは不可能であると結論付けたが、磔刑は、ヤッファないしダマスカスへの街道近くでおこなわれたのではないかと示唆した。ドイツの神学者・聖書学者であるオットー・テニウス（Otto Thenius）は、1842年、ロビンソンの考えに依拠しつつ、ダマスカス門の北にある岩山こそがゴルゴダの丘であると論じた。また、アメリカの実業家であり、ユニオン神学校の創設者のひとりであるフィッシャー・ハウ（Fisher Howe）も、同じ結論にたどり着いたほか、王立工兵連隊の中尉であり、西パレスチナを測量したクロード・コンドルも、この場所がゴルゴダであることの論証を行った。イギリス陸軍の軍人であり、太平天国の乱を鎮圧したことで知られるチャールズ・ゴードンは、同説を強く支持したことで知られている。
1867年、ゴルゴダの丘の比定地の近くで、現地の農民が、のちに「園の墓」として知られるようになる墓所の遺構を発見した。1874年、エルサレムに在住しており、現地の様子を科学雑誌に投稿していたコンラッド・シックが、西洋にこの発見を紹介した。1883年、ゴードンはコンドルとともにパレスチナを調査し、この際にこの墓所こそがキリストの墓であると特定した。1892年には、イギリスのキリスト教関係者はこの土地を購入すべく、資金提供を呼びかけた。カンタベリー大主教やソールズベリー主教などがこの支援者に名を連ね、1984年には The Garden Tomb Association がこの用地を購入した。
しかし、墓地の様式が紀元前8世紀ごろのものであること、聖墳墓教会の立地もローマ帝国時代には城壁の外側であったことなどから、園の墓がキリストの墓である可能性は、おおむね退けられている。園の墓を管理する The Garden Tomb Association もまた、「ここが実際に救い主の埋葬された墓地であるかどうかは究極的には問題ではなく、重要なのはここを訪れる人びとが、今も生きておられる救い主と巡り合うことである」と述べている。

### タルピオットの墓
タルピオットの墓は、1980年に、東エルサレム・旧市街から南に5 km離れた、東タルピオット近郊で発見された岩窟墓である。集合住宅の建設工事の際に発見されたこの墓所には、骨棺が10個納められており、そのうちの6つに碑文が残されていた。ここには「ヨセフの子イエス（Yeshua bar Yehosef）」と解読できる文字が存在したものの、判読しがたい箇所もあり、その翻訳および解釈については広く論争がある。1996年に発掘調査の報告書がまとめられたものの、広く注目を浴びることはなく、2004年に映画監督・ジャーナリストであるシンハ・ヤコボビッチが再調査をおこなったこと、同調査にジェームズ・キャメロンが参画したことによりメディアの取り上げるところとなった。

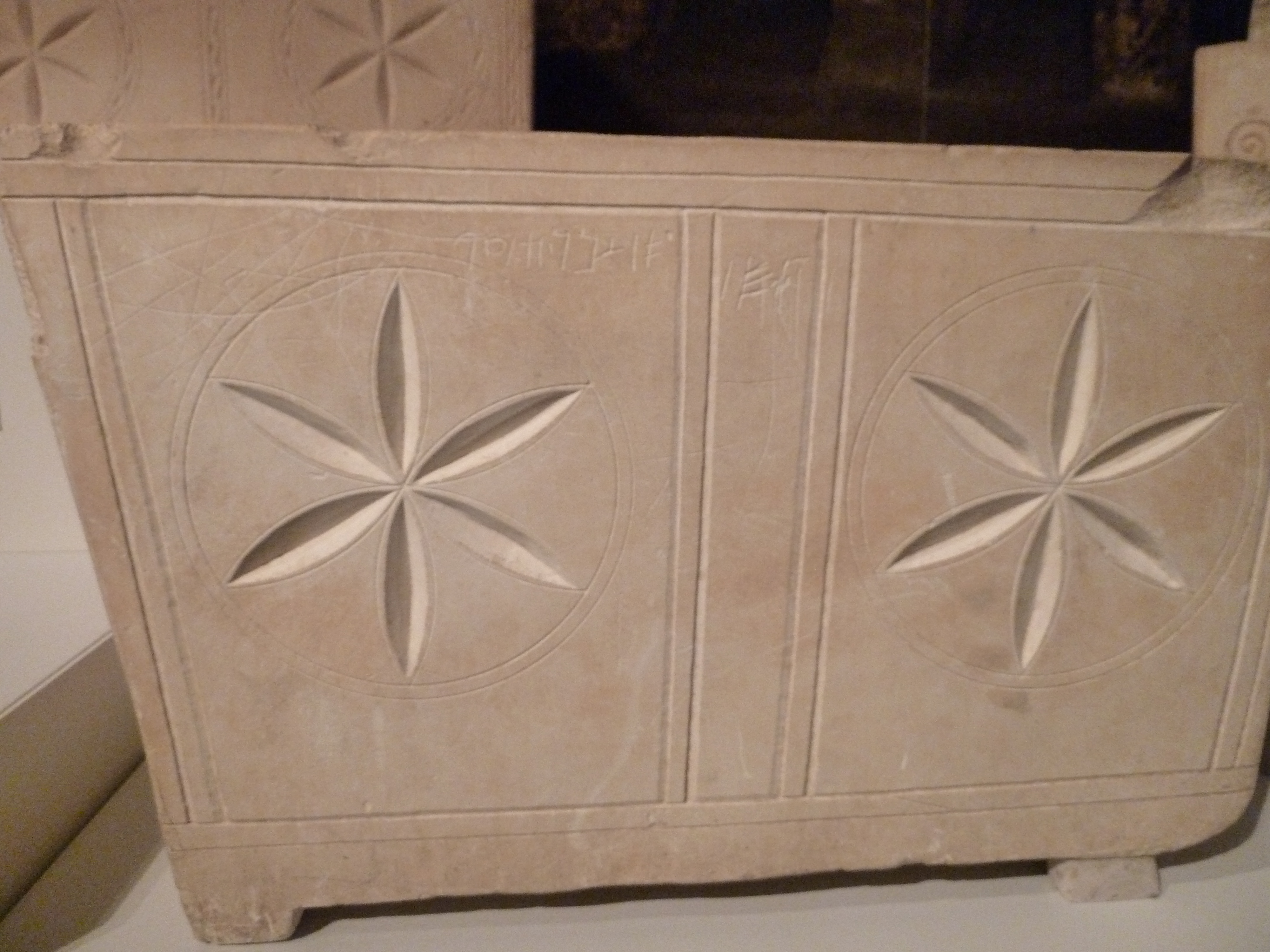
「ヨセフの子イエス」の骨棺（イスラエル博物館）

多くの学者は、この墓所の被葬者であった「タルピオットのイエス」は、ナザレのイエスとは同名の別人であると考えている。当時のユダヤ人にとってこの名前はごく一般的なものであったほか、タルピオットのイエスの隣には、彼の子供である「ユダ」が埋葬されていた。これらの墓は裕福なユダヤ人家族のものであり、イエスの一族が貧しいガリラヤ人であったという記録と反している。

### ローザ・バル
ローザ・バルは、カシミール地方の都市であるシュリーナガル中心部に位置する廟である。roza は「墓」を意味し、 bal は地名である。地元の住民は、この廟は中世イスラムのスーフィー聖者である「Yuz Asaf」のものであると考えている。

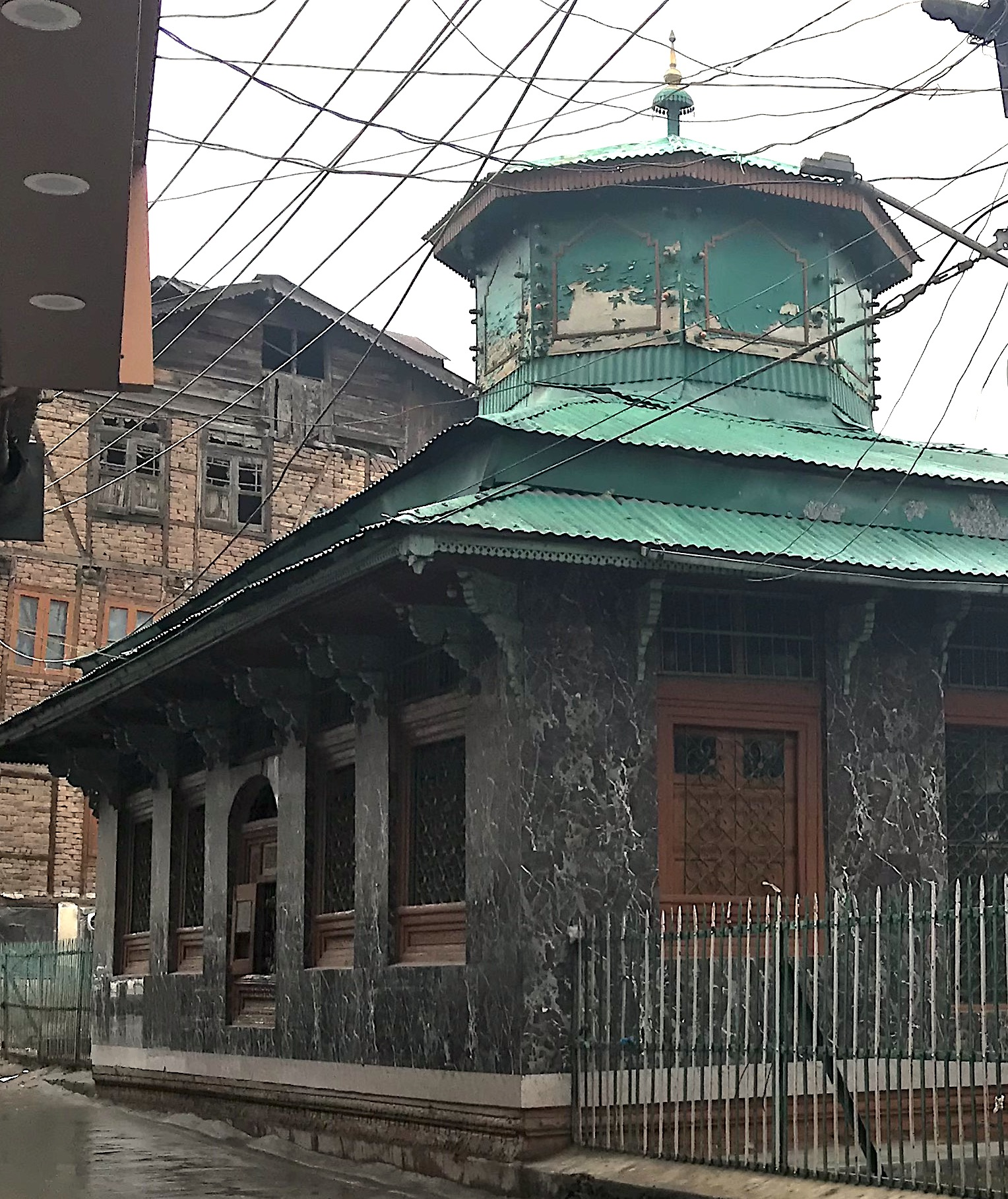
ローザ・バル

アフマディーヤの創始者である、ミルザ・グラーム・アハマドは、1899年にこの廟こそがキリストの墓であると主張した。アフマディーヤの信者はこの考えを維持しているほか、『ロンリープラネット』にこの場所が掲載されたことにより、多くの西洋人観光客が同地を訪れた。廟を管理する、イスラム教スンニ派の地元住民らはこの説を否定しており、この墓地がキリストの墓であるという説は、観光のために捏造された嘘に過ぎないと述べている。
ニューヨーク在住の作家であるスザンヌ・オルソンは廟に納められる遺体をDNA検査にかけようとしたが、廟の管理者はこの試みを「イスラム教に対する冒涜である」とジャンムー・カシミール州警察に訴え、オルソンは州から強制退去させられた。2010年、この廟への観光客の立ち入りは禁止された。

### 南フランス

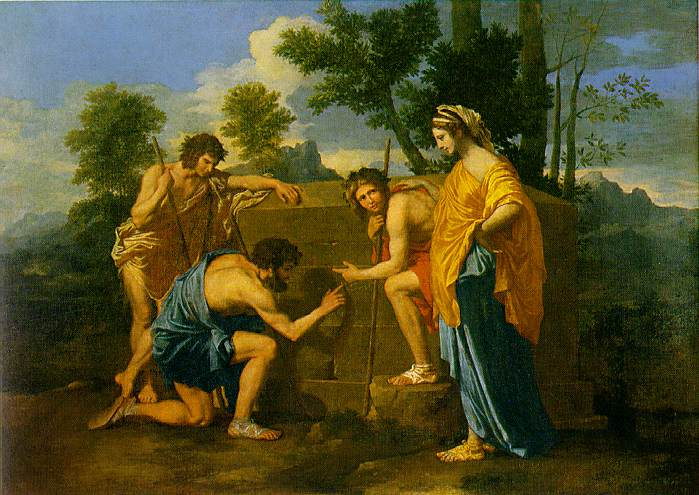
ニコラ・プッサンの絵(17世紀)

フランスの作家、ジェラール・ド・セードは、南フランスの小さな村レンヌ＝ル＝シャトーに謎の財宝の秘密が隠されているとする一連の著作を発表した。『アルカディアの牧人たち』と題するニコラ・プッサンの有名な絵がある。
この絵に描かれた風景と墓石にそっくりなものが、レンヌ＝ル＝シャトーの近くに存在した。1970年代セードの著作以降、この地は財宝目当ての人間が引きも切らなかった。
中にはダイナマイトを持ち込むぶっそうな者もいたので、けっきょくこの墓石は持ち主が取り壊してしまった。
英国のテレビ作家ヘンリー・リンカーンらは、これを追って、BBCのテレビ番組で放映したほか、『レンヌ＝ル＝シャトーの謎』を著した。
墓石の碑文には「ET IN ARCADIA EGO」とある。この碑文はプッサンに先行して1621-1623年のグェルチーノの絵にもあり、「われアルカディアにもあり」とか、いろいろに解釈されている（→ニコラ・プッサン）。リンカーンらは、これはアナグラムであり、「I TEGO ARCANA DEI」（立ち去れ! 私は神の秘密を隠した）と読めるとした。「神の秘密」としてリンカーンらは、イエスの血脈を想定し、シオン修道会がそれを守っているとするのだが、イエスの墓がある可能性も示した。
リチャード・アンドルーズとポール・シェレンバーガーもこれを追って、問題の絵はイエスの墓の位置を示しているとして、近くの山中にその位置を推定した。
この地域は古くキリスト教の異端カタリ派の拠点であったという歴史を持っている。カタリ派は13世紀前半にアルビジョア十字軍によって壊滅させられているが、彼らがその秘密を残したのではないかというものである。

### 日本

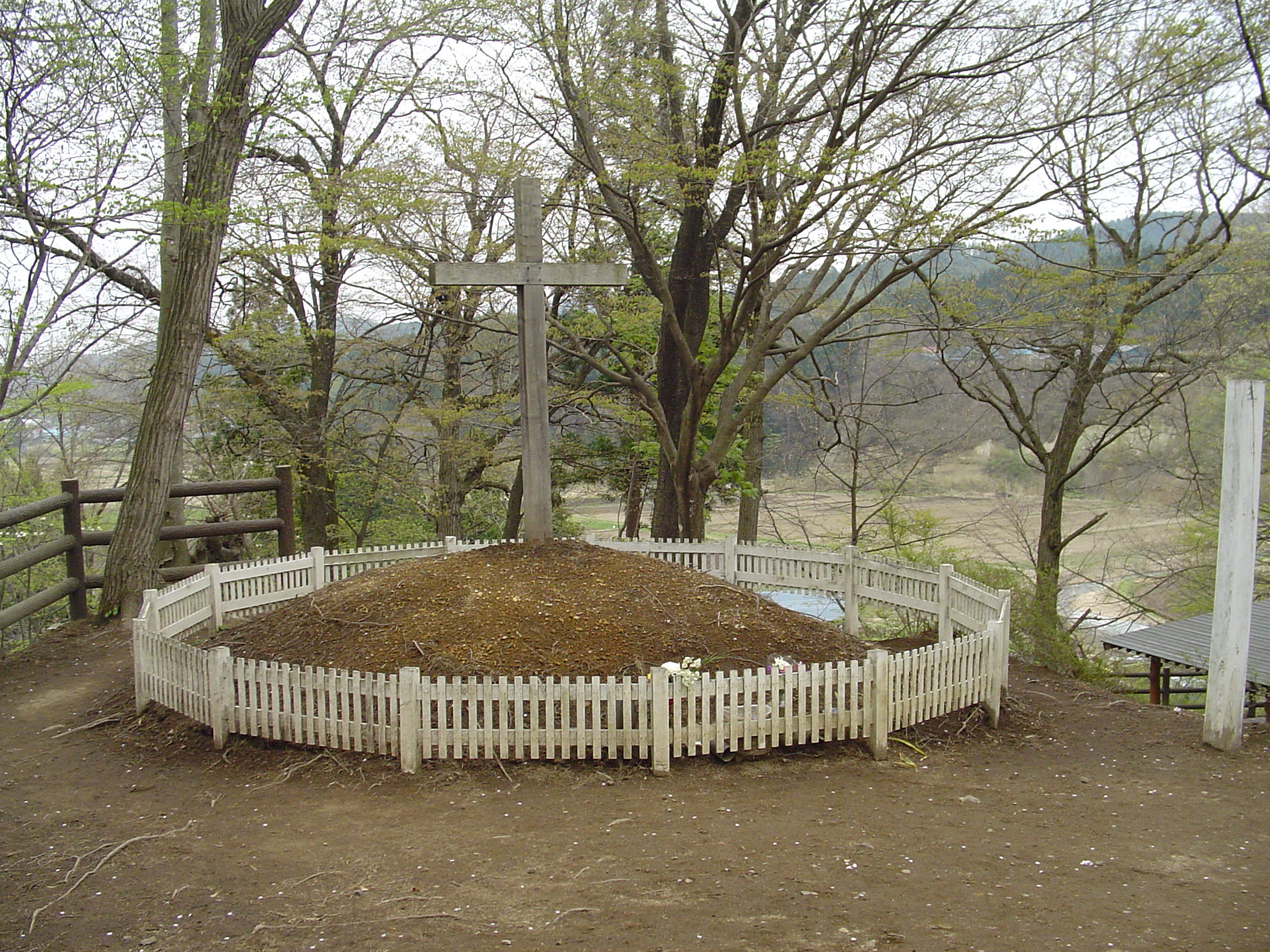
青森県新郷村にあるキリストの墓。2003年12月撮影。

青森県三戸郡戸来村（現：新郷村）の「キリストの墓」は、1935年（昭和10年）、皇祖皇太神宮天津教の教主である竹内巨麿らによって「発見」された。
その契機となったのは、当時の戸来村村長である佐々木伝次郎が、観光振興の一環として、日本画家の鳥谷幡山を招いたことである。竹内の信奉者であった鳥谷は、日本における超古代文明の存在を信じており、戸来村を視察したのちここが古代の神都であったと結論づけた。彼の「発見」をうけた竹内ら天津教の関係者は戸来村を訪れ、同地に古くから存在した塚がキリストの墓であると主張した。彼らの論じるところによれば、ゴルゴダの丘で処刑されたのはキリスト本人ではなく、実際にはその弟であるイスキリであり、キリストは実際には日本まで逃れ、当時神都として栄えていた戸来で余生を過ごした。同説は、昭和期に突然現れた、歴史的な文脈を有さない湧説（）であったものの、特に戦前・戦中期においては、竹内の信奉者を中心として、一定の支持者を集めた。1970年代のオカルトブーム以降、同地は観光地として注目されるところとなり、毎年6月に開催される「キリスト祭り」には多くの観光客が集まる。

## キリストの遺骸をめぐる作品
1968年、エルサレムの北ギヴアット・ハ・ミヴタルで、磔刑の痕のある人骨が発見された。ユダヤ戦争前の1世紀ごろのものと見られる。片方の足には曲がった釘と、木片がくっついていた。骨壷にはその名をイエホカナンと記されていた。3-4歳と見られる彼の息子と、他の一人の成人の骨もいっしょに入っていた。
実際にあったこの事件にヒントを得て、アメリカ合衆国の作家リチャード・ベン・サピアが、ミステリー小説 The Body を1983年に発表した。小説の中でイスラエルで発見された遺骨にはアラム語で「ユダヤの王」と記された粘土板が掛かっていた。これがイエス・キリストの遺骨とすれば、復活と昇天の教義が覆ることになると恐れたバチカン。それにイスラエルやソヴィエト連邦の政治的思惑とが錯綜し、物語は展開する。人間イエスの秘密をバチカンが恐れ、陰謀が渦巻くという筋書きは、同じアメリカ合衆国の作家ダン・ブラウンによる『ダ・ヴィンチ・コード』にも影響を与えている。The Body は、2000年にアメリカ合衆国とイスラエルの共同制作で映画化された。日本公開時の邦題は『抹殺者』。小説の日本語訳は2002年に邦題『遺骨』（新谷寿美香[訳]）として青山出版社から、2006年に『キリストの遺骸』上下巻が扶桑社ミステリー文庫として再出版された。
アメリカのダニエル・イースターマンの「墓の結社 Brotherhood of the tomb(二見書房 1992)」も、1968年の発見がヒントになっていると思われる。こちらは信仰の内容にはあまり踏み込んでおらず、カトリック教会の歴史の暗部とバチカン内部の権力闘争を描いている。このほかマイクル・コーディが、キリストの治癒能力の再現にまつわる小説『メサイア・コード』（旧邦題『イエスの遺伝子』）を発表している。